# Sveti Jošt nad Kranjem

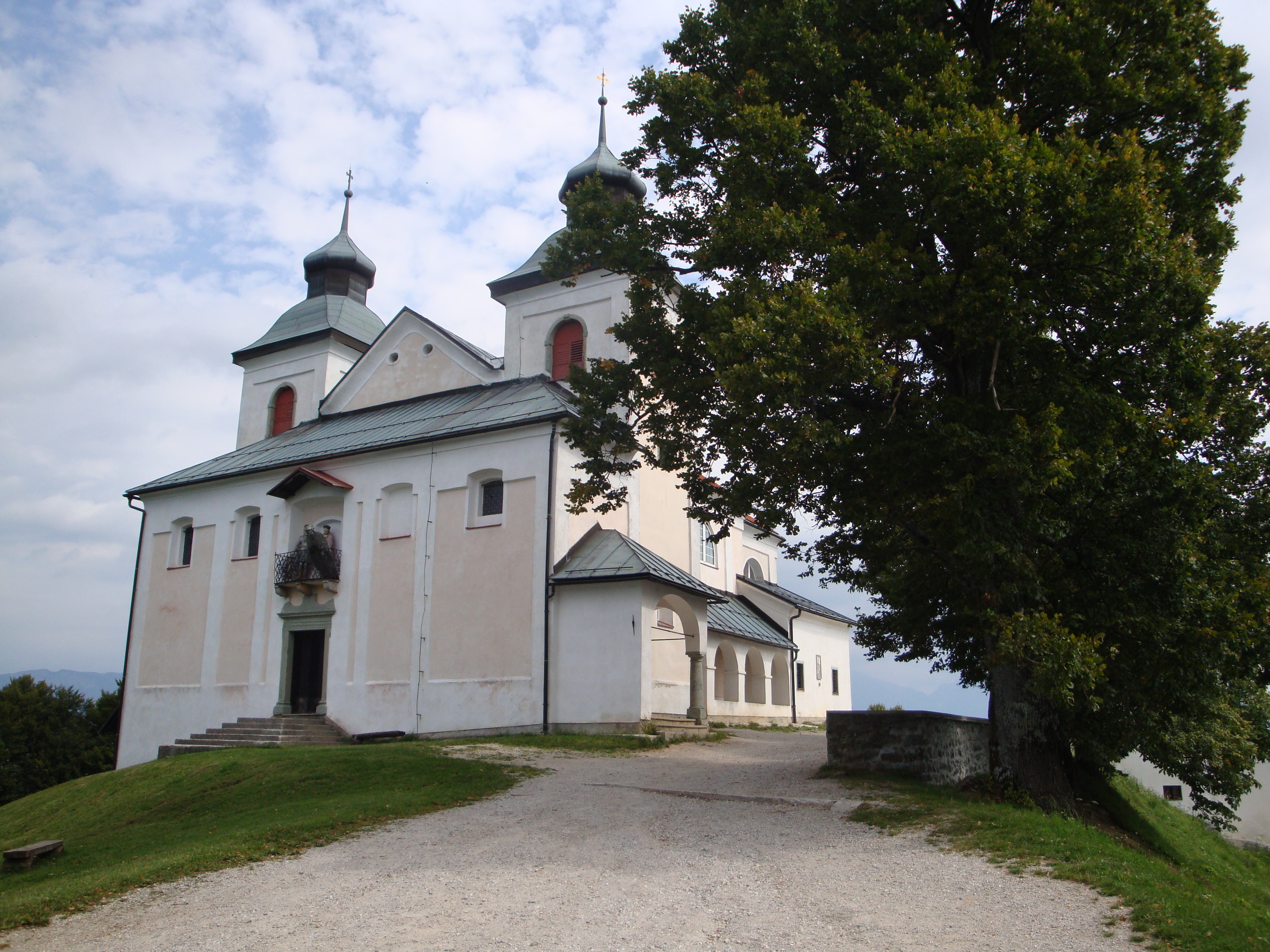
Sveti Jošt nad Kranjem

Sveti Jošt nad Kranjem, Sveti Jošt auch Šentjošt oder Jošt nad Kranjem (deutsch: Sankt Jodokus über Krainburg, auch St. Jodoci oder Jodociberg) ist der slowenische Name einer Wallfahrtskirche westlich der Stadt Kranj in der Gorenjska in Slowenien
Die Kirche steht auf dem gleichnamigen Berg im gleichnamigen Ortsteil der Stadtgemeinde Kranj.

## Geschichte
Die Kirche wurde im Jahr 973 zum ersten Mal in Dokumenten erwähnt, die vom Landgut Kaiser Otto II. stammen. Der älteste erhaltene Teil der Kirche ist das gotische Heiligtum, in dem Fresken von Bartholomäus von Loka aus dem Jahr 1530 aufbewahrt werden. Die Kirche wurde im 18. Jahrhundert im Barockstil umgestaltet.
Die Kirchenglocke aus dem Jahr 1834 mit Versen von France Prešeren wiegt 1.344 kg. Sie wurde von Anton Samassa aus der Bronze von Kanonen gegossen, die seit der Schlacht von Navarino in griechischen Gewässern auf dem Meeresgrund lagen.
Am 7. Juli 1944, im Zweiten Weltkrieg, wurden umliegende Gebäude erheblich beschädigt, drei Jahre später schlug ein Blitz in die Glocke der Kirche ein, dabei brannten das Dach der Kirche und die beiden Glockentürme ab. Die Kirche konnte ihr 250-jähriges Bestehen feiern.